# Burg Morioka
Die Burg Morioka (japanisch 盛岡城, Morioka-jō), auch Burg Kozukata (不来方城, Kozukata-jō), befindet sich in der Stadt Morioka, Präfektur Iwate. In der Edo-Zeit residierten dort die Nambu, die mit einem Einkommen von 100.000 Koku zu den größeren Tozama-Daimyō gehörten.

## Geschichte
Nachdem Nambu Nobunao (南部 信直; 1546–1599) 1592 die Gegend erhalten hatte, begann er 1598 mit dem Bau einer Burg in Morioka an Stelle der mittelalterlichen Burg Kozukata. Er starb zwar im folgenden Jahr, aber sein Sohn Toshinao (利直; 1576–1632) setzte den Bau fort. Die gewählte Lage zwischen den Flüssen  Nakatsugawa und Kitakami-gawa führte zu großen Problemen, so dass die Burg erst in der An’ei-Ära (1624–1644) fertiggestellt werden konnte.

## Die Anlage

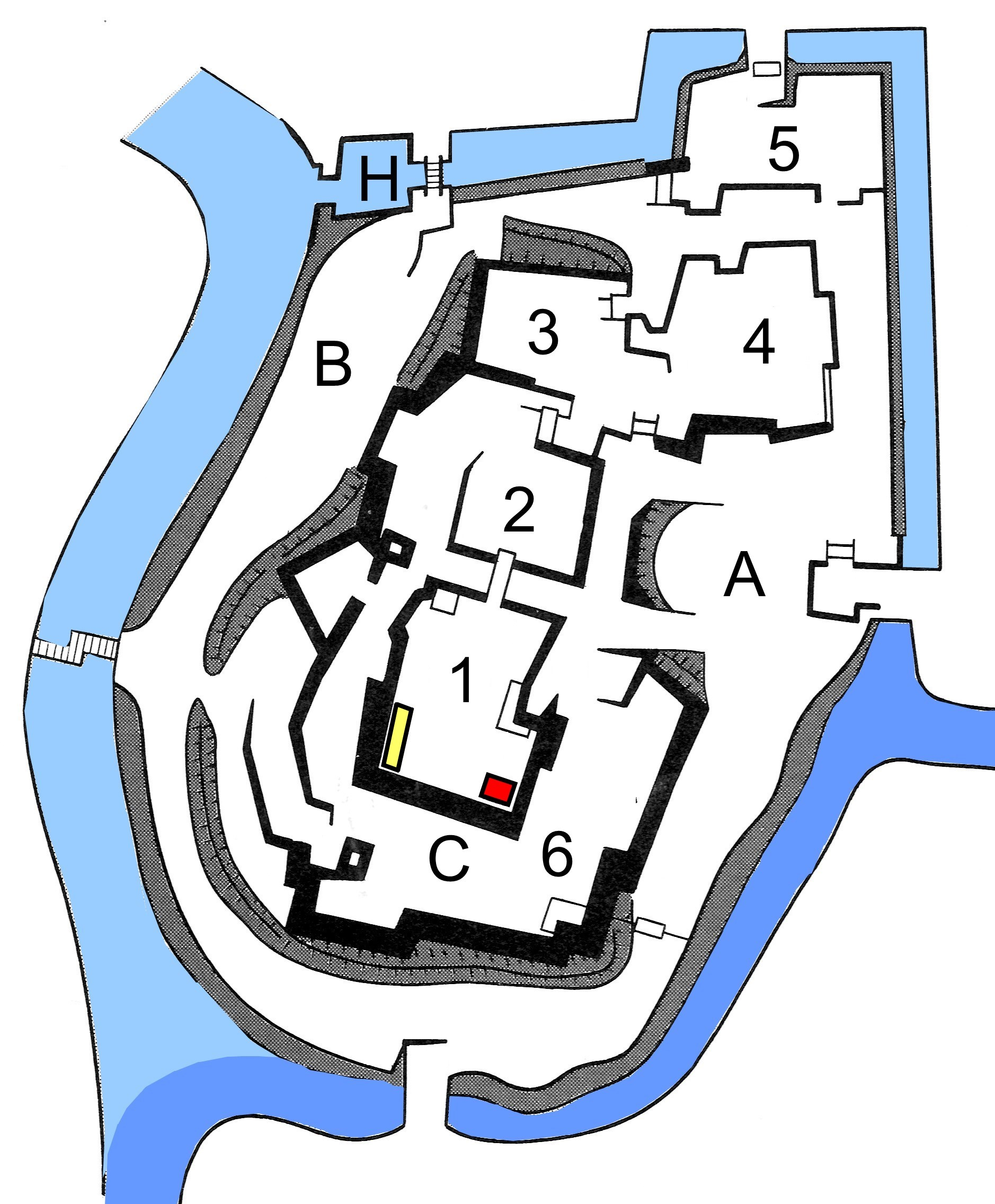
Plan der Burg (s. Text) Dunkelblau: Heutiger Flusslauf Schwarz: Steile Mauern

Die Burg liegt auf einem Hügel, der auf der Südhälfte ursprünglich von zwei Flüssen geschützt wurde. Betritt man die Burg vom Norden her durch das Tsunagomon (綱御門) genannte Tor, gelang man in einen ersten geschützten Vorbereich (5 in der Abbildung). Von dort erreicht man den dritten Burgbereich (三の丸, San-no-maru; 3), der vom Nordbereich (北の丸, Kita-no-maru; 4) flankiert wird. Durch weitere Tore kommt man zum zweiten Burgbereich (二の丸, Ni-no-maru, auch Mittlerer Burgbereich (中の丸, Naka-no-maru) genannt; 2) und von diesem schließlich zum innersten Burgbereich, dem Hommaru (本丸, Hommaru; 1). Die Bereiche liegen also auf einer Linie, bilden eine Verbundanlage, japanisch renkaku-shiki (連郭式) genannt. Das Hommaru erhebt sich über dem Awaji-no-maru (淡路の丸, 6). Zwischen Hommaru und Naka-no-maru ist ein tiefer trockener Graben angelegt, der mit einer „Brücke über dem Durchgang“ (廊下橋, rōkabashi) überquert wird. 
1634 brannte die Residenz im Hommaru nach einem Blitzschlag ab. 1673 wurde die Residenz wieder aufgebaut und zugleich das Hommaru repariert. So wurde in der Südostecke ein als Burgturm fungierender dreistöckiger Wachturm (三重櫓, Sanjū-yagura, Rot) und an der Südwestecke ein zweistöckiger Wachturm (二重櫓, Nijū-yagura, Gelb) errichtet. Es heißt, dass beide Türme mit bei hoher Temperatur gebrannten roten Dachziegeln gedeckt waren, die widerstandsfähig gegenüber der Kälte waren. – Die Residenz im Hommaru war wegen dessen Enge dreistöckig angelegt und ergänzte die Hauptresidenz (表御殿, omote-goten) im Naka-no-maru. – Weiter sind zu erwähnen das Haushaltsgebäude (台所屋敷, Daidoko-yashiki; A), der neue Speicherbereich (新御倉, Shin-okura, B), die Reitbahn (馬場, Baba; C) und der Bootsanleger (舟入, Funa-iri, H). 
Nach der Meiji-Restauration hatte  die Burg ihre Bedeutung verloren. 1874 wurden alle Gebäude abgetragen, so dass heute nur noch die Wallanlagen existieren. Der zeitweilig in Morioka lebende Dichter Ishikawa Takuboku hat die Burgruine unter ihrem alten Namen Kozukata no o-shiro (不来方のお城) besungen. Sie bildet heute den öffentlichen Burgpark Iwate-Park (岩手公園, Iwate kōen). Innerhalb des Parks befindet sich das „Geschichtsmuseum Morioka“ (もりおか歴史博物館, Morioka rekishi hakubutsukan) und der „Sakurayama-Schrein“ (桜山神社, Sakurayama jinja).

## Bilder

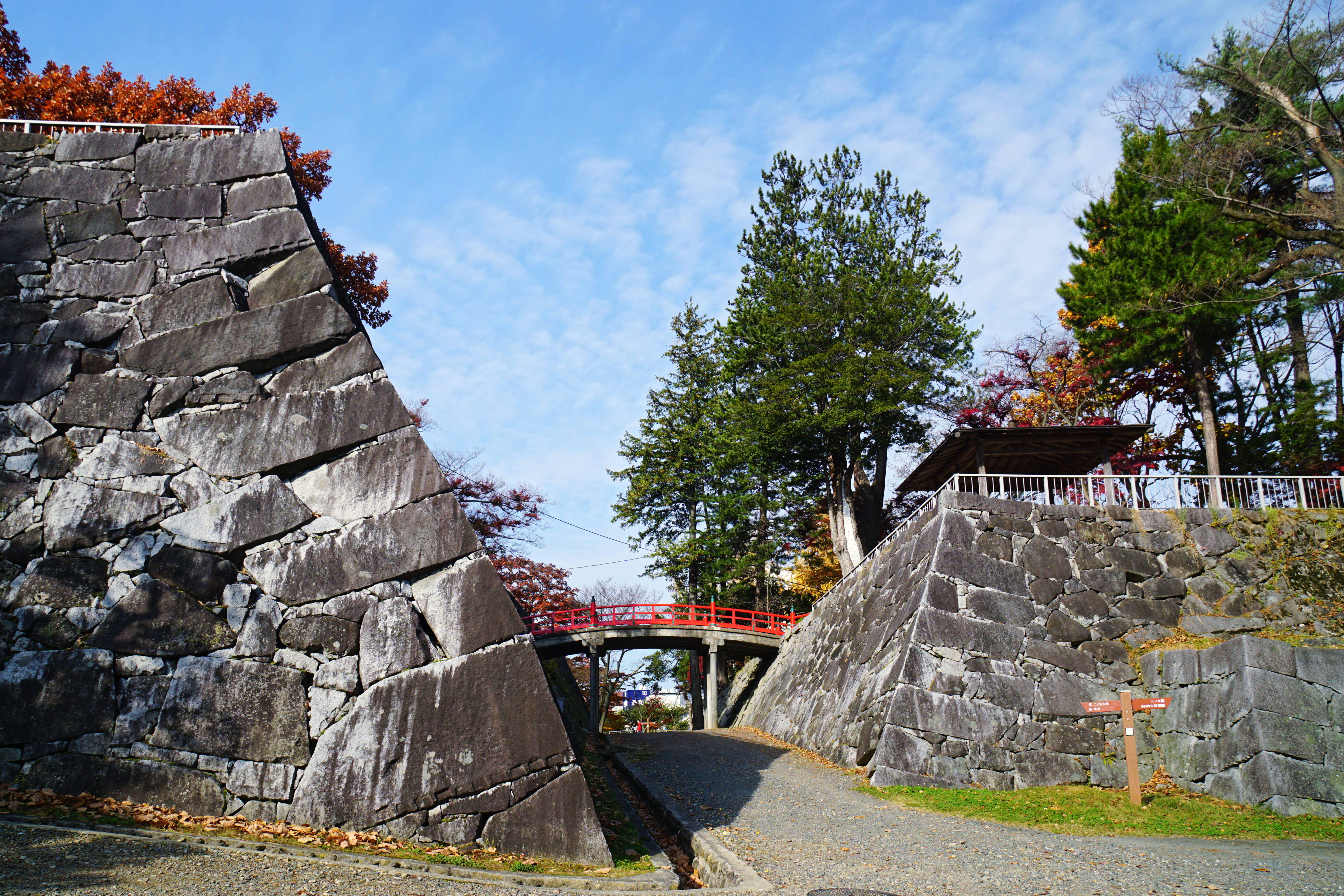
Blick durch den trockenen Graben mit der Brücke
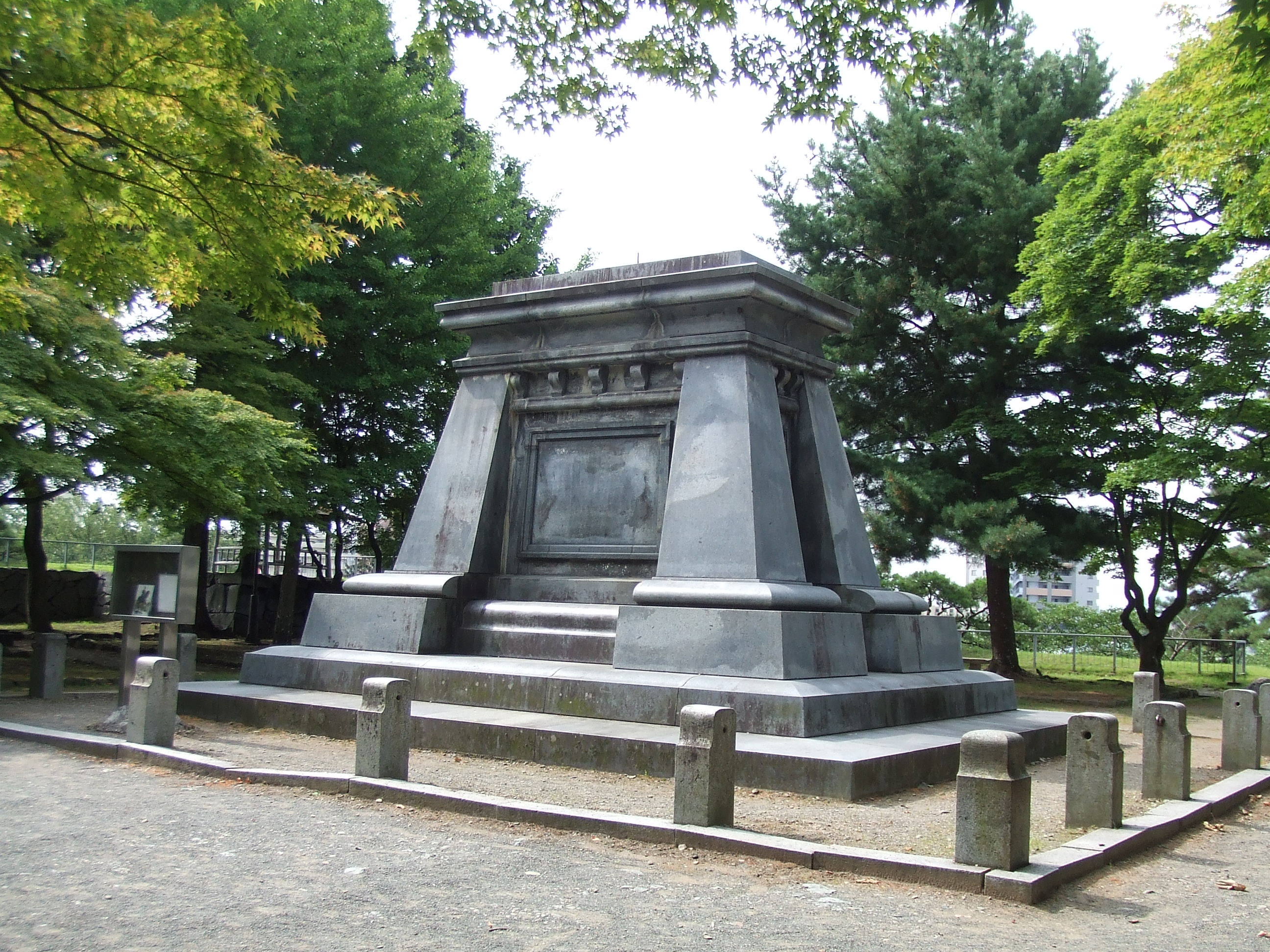
Denkmalsockel für Nambu Toshinaga[a 1]
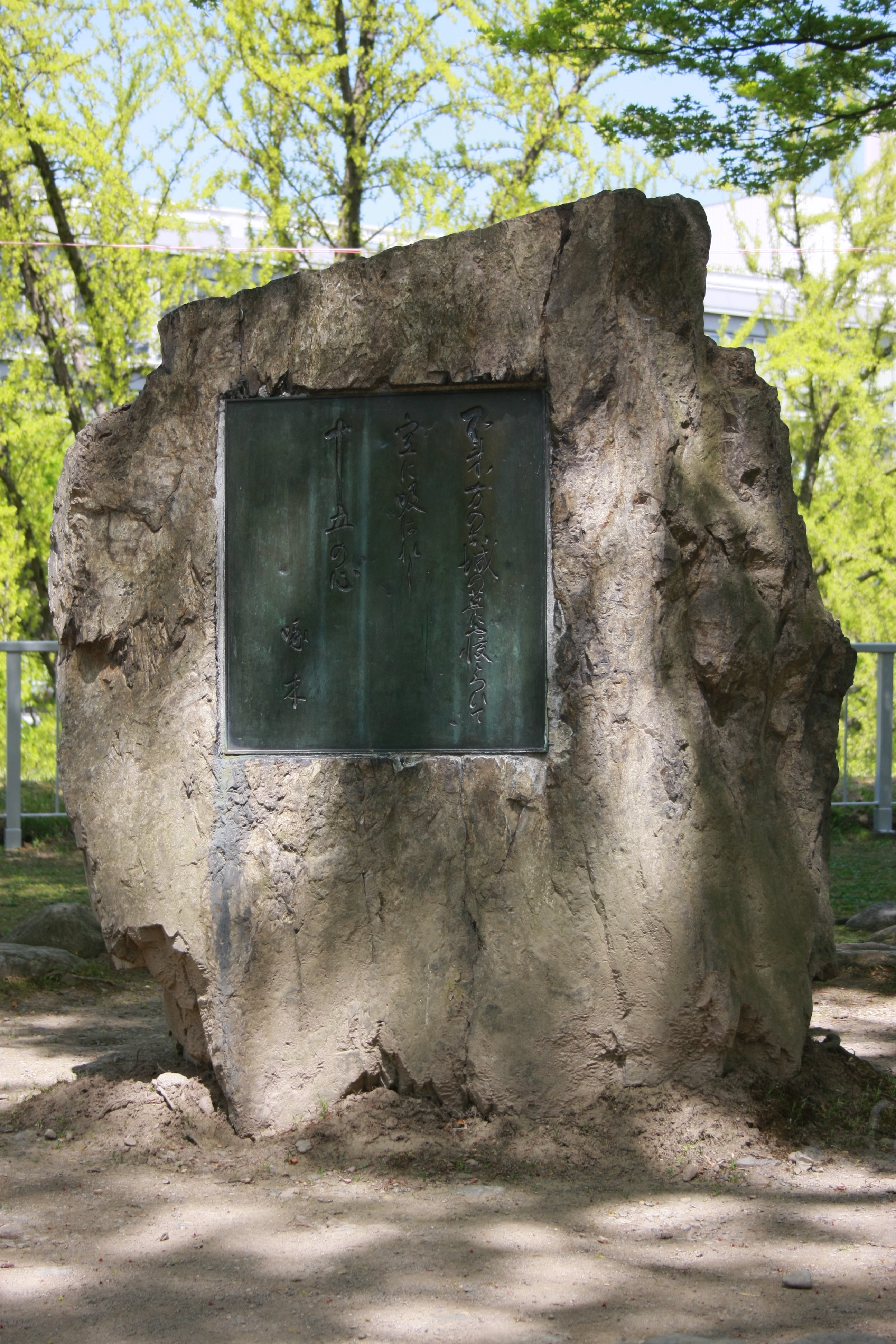
Tafel mit Ishikawas Gedicht
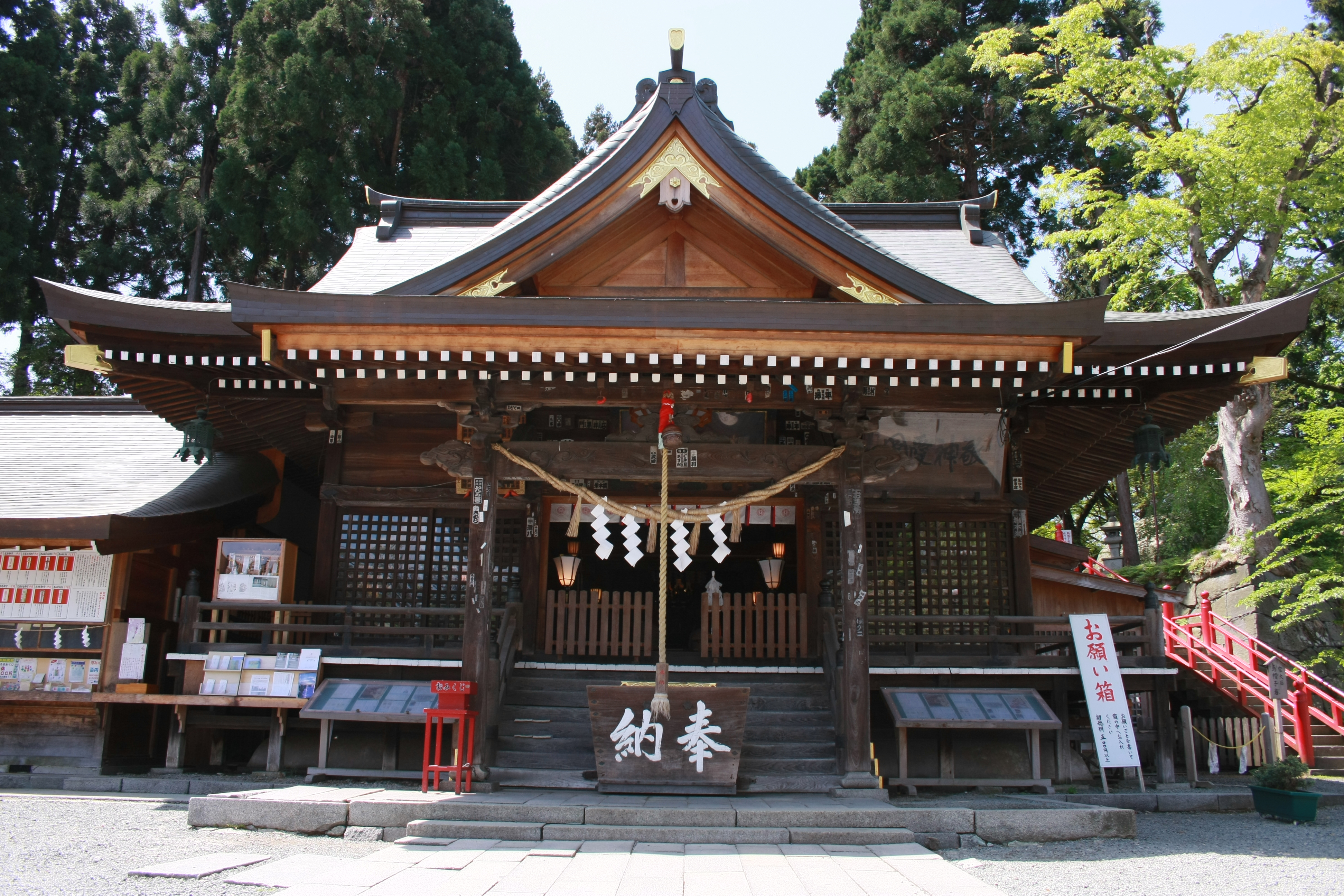
Sakurayama-Schrein